# Poldo Bendandi
Leopoldo Bendandi detto Poldo (Ravenna, 9 febbraio 1920 – Roma, 25 dicembre 1991) è stato un attore italiano.

## Biografia

Poldo Bendandi

Studente di agraria all'università di Bologna, abbandona gli studi e si trasferisce dapprima a Pesaro e in seguito a Roma, dove per molti anni gestisce un ristorante nella zona di piazza del Popolo. Alto, corpulento oltre i 130 chili, col viso rovinato dal vaiolo contratto da bambino e con un abbigliamento e una capigliatura oltremodo particolari, nel 1964 viene notato dal regista Louis Malle, che pochi mesi dopo, alla ricerca di un forzuto da circo per la parte di Werther in Viva Maria, dice al suo aiuto regista di volere un tipo come quello visto a Roma. Su indicazione di quest'ultimo si convince a ingaggiare proprio Bendandi, che inizia da allora una proficua carriera da caratterista che, affiancata a quella di ristoratore, gli vale il soprannome "ost-attore". Tornato in Italia, infatti, il suo volto particolare inizia ad essere familiare al pubblico grazie alla partecipazione in tre film di Franco e Ciccio, in particolare il ruolo del mancino ne I due pericoli pubblici (uno dei pochi da comprimario della sua carriera) e ad una lunga serie di western all'italiana. 

### Vita privata
Sposato con un'avvocata, ha avuto due figli, Maria Clelia (1951-2023, speaker radiofonica) e Giulio (1955).

## Filmografia

### Cinema
- I due evasi di Sing Sing, regia di Lucio Fulci (1964)
- 002 agenti segretissimi, regia di Lucio Fulci (1964)
- I due pericoli pubblici, regia di Lucio Fulci (1964)
- La donna è una cosa meravigliosa, regia di Mauro Bolognini (1964)
- Viva Maria!, regia di Louis Malle (1965)
- 7 magnifiche pistole, regia di Romolo Guerrieri (1966)
- Dove si spara di più, regia di Gianni Puccini (1967)
- Pecos è qui: prega e muori!, regia di Maurizio Lucidi (1967)
- Colpo doppio del camaleonte d'oro, regia di Giorgio Stegani (1967)
- Gungala la vergine della giungla, regia di Romano Ferrara (1967)
- L'indomabile Angelica (Indomptable Angélique), regia di Bernard Borderie (1967)
- Gungala la pantera nuda, regia di Ruggero Deodato (1968)
- I 2 pompieri, regia di Bruno Corbucci (1968)
- Candidato per un assassinio, regia di José María Elorrieta (1969)
- Capricci, regia di Carmelo Bene (1969)
- Don Chisciotte e Sancio Panza, regia di Giovanni Grimaldi (1969)
- Le piacevoli notti di Justine, regia di Franz Antel (1970)
- Giù la testa, regia di Sergio Leone (1971)
- El más fabuloso golpe del Far-West, regia di José Antonio de la Loma (1972)
- Uomo avvisato mezzo ammazzato... parola di Spirito Santo, regia di Giuliano Carnimeo (1972)
- L'uomo della Mancha (Man of La Mancha), regia di Arthur Hiller (1972)
- I racconti di Viterbury - Le più allegre storie del '300, regia di Mario Caiano (1973)
- Il gatto di Brooklyn aspirante detective, regia di Oscar Brazzi (1973)
- Fracchia la belva umana, regia di Neri Parenti (1981)

### Televisione
- Pan Tau, regia di Jindrich Polák (1966)
- Die Schatzinsel, miniserie TV - 4 episodi per la regia di Jacques Bourdon (1966-1967)
- All'ultimo minuto, serie TV , un episodio per la regia di Ruggero Deodato (1973)

Nel periodo 1966-1969 ha partecipato alla rubrica pubblicitaria televisiva Carosello insieme a Gabriel Briand, Susanne Loret, Mario Molli, Leo Gavero e Gino Padelletti pubblicizzando il sapone per lavatrici Dixan della Henkel Italiana.